# (3912) Troja
(3912) Troja es un asteroide perteneciente al cinturón de asteroides, descubierto el 16 de septiembre de 1988 por Eric Walter Elst desde el Observatorio de la Alta Provenza, Saint-Michel-l'Observatoire, Francia.

## Designación y nombre
Designado provisionalmente como 1988 SG. Fue nombrado Troja en homenaje a la histórica ciudad de Troya.